# Miron II de Cerdagne
Miron II de Cerdagne ou Miron Ier de Besalú ou Miron II le Jeune (catalan : Miró II de Cerdanya), né en 878 et mort en 927, fut comte de Cerdagne, de Berga, de Conflent et peut-être de Fenouillèdes de 897 à 927 et de Besalú de 920 à 927.  

## Biographie
Il hérita des comtés de Cerdagne, Conflent et Fenouillèdes de son père Guifred le Velu, tandis que son frère Sunifred recevait celui d'Urgell, et ses autres frères Guifré Borrell et Sunyer Ier se partageaient celui de Barcelone.  
À la mort de son oncle, Radulf de Besalú en 920 il hérite du comté de Besalú qui resta uni à la Cerdagne pendant soixante-huit ans.
Il continua l'œuvre de repeuplement de son père sur les terres prises sur les musulmans notamment grâce à la restauration ecclésiastique du pagus de Berga. 
Il est probablement marié à Ava de Carcassonne, fille du comte Olibia II et d'Ava, qui apporte ces prénoms dans la famille cerdane et certainement les droits de ses enfants sur le sud du Razès et le Fenouillèdes. 
À sa mort en 927, son fils Sunifred II lui succède. 

## Descendance
De son mariage avec Ava de Carcassonne (ou de Ribagorza d'après l'historiographie espagnole), il a plusieurs enfants connus :
- Sunifred II de Cerdagne (915-968), comte de Cerdagne et comte de Besalú ;
- Guifred II de Besalú (?-957), comte de Besalú ;
- Miron III de Cerdagne (920-984), comte de Cerdagne et de Besalú ;
- Oliba Cabreta (920-990), comte de Cerdagne, de Besalú et de Ripoll ;
- Quixilona, épouse d'Ajalbert ;
- Guilinda ;
- Sesenauda.

De sa relation avec sa maîtresse Virgília d'Empúries, fille du comte d'Empúries il y eut également :
- Gotruda de Cerdagne (?-960), mariée avec Loup de Pallars (920-947), comte de Pallars ;
- Giscalfred.